# Mamadou Dembelé
Mamadou Dembelé (ur. w styczniu 1934 lub 1936, zm. 9 października 2016) – malijski lekarz i polityk, profesor medycyny, minister, w latach 1986–1988 premier Mali.

## Życiorys
Urodził się w styczniu 1934 lub 1936 roku. Był lekarzem profesorem medycyny specjalizującym się w chirurgii.
Swoją karierę polityczną związał z partią UDPM (fra.: Union Démocratique du Peuple Malien). 6 czerwca 1986, podczas kadencji prezydenta Moussy Traorego, Dembelé objął urząd premiera Mali, po 17 latach niefunkcjonowania tego urzędu. Sprawował swoją funkcję dokładnie przez dwa lata do 6 czerwca 1988. Do 1991 stanowisko to pozostało nie obsadzone, a pełnia władzy wykonawczej pozostawała w rękach prezydenta. Od 1988 pełnił funkcję ministra zdrowia i spraw społecznych.
Zmarł 9 października 2016.